# Josef Brenner
Josef Brenner (7. února 1852, České Budějovice – 23. července 1924, České Budějovice), byl český římskokatolický kněz, apoštolský protonotář a od roku 1921 až do své smrti generální vikář českobudějovické diecéze.

## Život
Na kněze byl vysvěcen v roce 1875. Působil jako farář v Hojsově Stráži (od roku 1875), Rejštejně (od roku 1886) a Týnci (od roku 1894), v roce 1909 se stal kanovníkem českobudějovické kapituly a v roce 1914 jejím děkanem. Když českobudějovický biskup Šimon Bárta převzal správu diecéze, jmenoval jej v dubnu 1921 generálním vikářem českobudějovické diecéze, jímž Brenner zůstal až do své smrti.